# هربرت جوزيف بروخ
هربرت جوزيف بروخ هو سياسي كندي، ولد في 16 مارس 1920 في كندا، وتوفي في 26 مايو 1993 في نفس البلد. حزبياً، نشط في British Columbia Social Credit Party ‏.